# Histriophoca fasciata
Phoque rubané, Phoque annelé
Genre
Espèce
Statut de conservation UICN

 LC  : Préoccupation mineure
Le phoque annelé  (Histriophoca fasciata ou Phoca fasciata), aussi appelé phoque rubané (Ribbon Seal pour les anglophones) est un mammifère carnivore, pinnipède de la famille des phocidés, vivant le plus souvent solitairement dans les régions arctiques.
Histriophoca fasciata est la seule espèce du genre Histriophoca. Dans certaines classifications le genre Histriophoca est absent, et l'espèce est nommée  Phoca fasciata Zimmermann, 1783.
A ne pas confondre avec Pusa hispida, également appelé 'phoque annelé'.

## Description

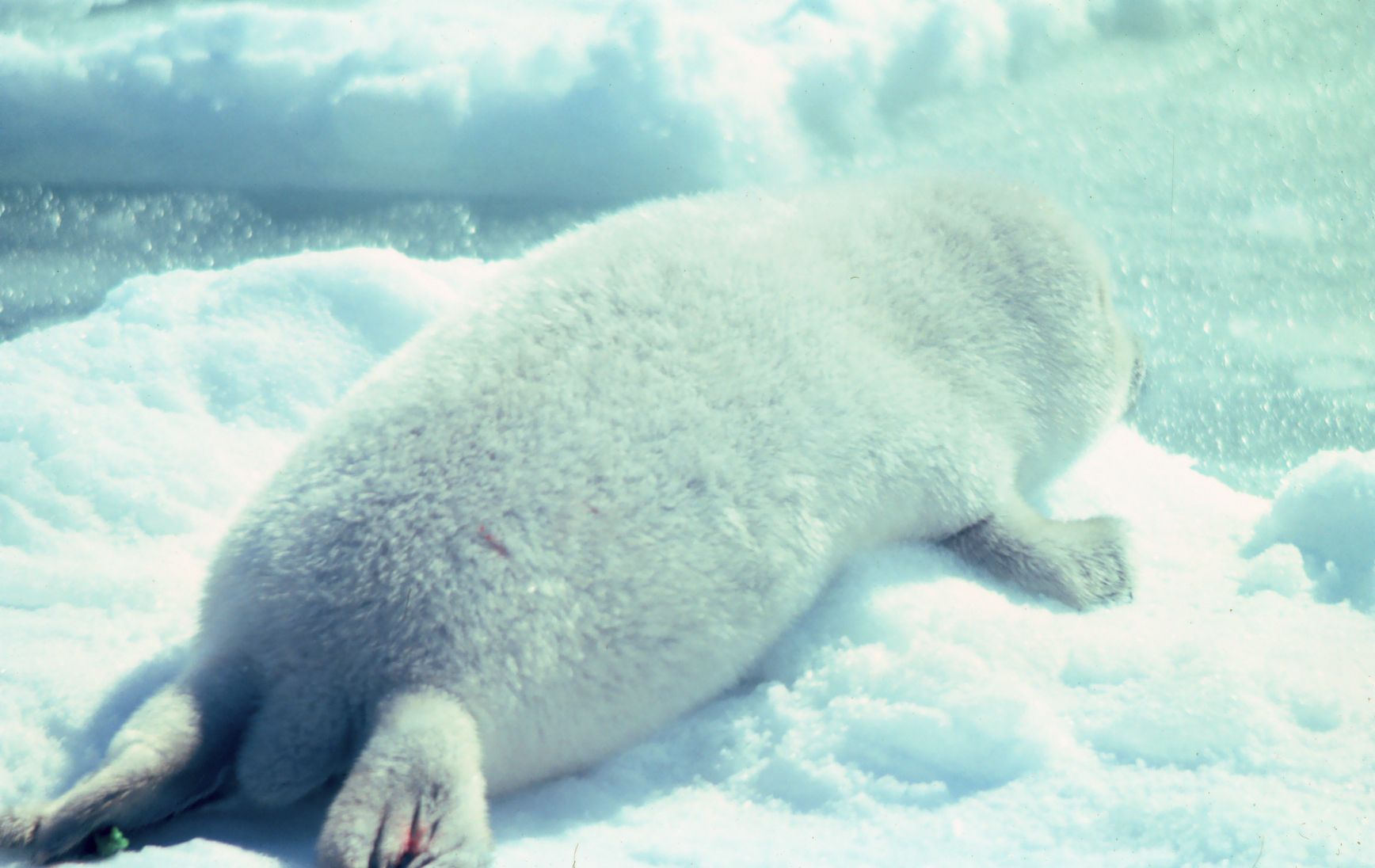
juvénile

Les adultes sont reconnaissables à leur pelage noir orné de quatre marques blanches qui pourraient avoir une certaine utilité en matière de camouflage face aux ours ou orques sur la banquise : une bande cerne le cou, l'une la queue et un anneau circulaire orne chaque côté du corps, entourant largement la « nageoire » avant. Le contraste est plus fort chez les mâles, atténué chez les femelles.
Le nouveau-né a une fourrure blanche, qui évolue après des mues vers le gris-bleu sur le dos et argentée en dessous, et vers le pelage typique après quelques années. Le dessin est constitué à 4 ans.
Cette espèce possède un sac à air gonflable relié à la trachée, situé sur le côté droit sur les côtes, plus grand chez le mâle que chez la femelle. Cet organe pourrait servir aux vocalisations sous l'eau.
Ce phoque atteint 1,6 m de long et 95 kg, chez les deux sexes.

## Répartition

répartition habituelle
extension de répartition lors
d'hivers rigoureux

- répartition habituelle
- extension de répartition lors 
          d'hivers rigoureux

Partie arctique de l'Océan Pacifique.

## Habitat
L'hiver et au printemps, il monte sur la banquise où il se nourrit, mue et donne naissance. Il vit alors au bord de la banquise en mer de Béring et sur la mer d'Okhotsk. L'été et à l'automne, il vit en eau libre, même si certains se déplacent vers le nord, avec la banquise qui recule avec l'élévation des températures.
On connaît peu de choses de leurs habitudes à cette période de l'année si ce n'est qu'ils vivent loin des terres et du regard de l'homme. C'est une espèce qui ne vient presque jamais à terre.

## Comportement
Son régime alimentaire se compose presque exclusivement d'animaux pélagiques : poissons (goberge, Zoarcidae, morue arctique) et céphalopodes (calmars ou poulpes) ; les jeunes consomment aussi des crustacés. Il plonge jusqu'à 200 m de profondeur pour trouver sa nourriture. Il est solitaire et ne semble pas former de bandes. La maturité sexuelle est atteinte chez la femelle à l'âge de 2 à 5 ans et chez les mâles à l'âge de 3 à 6 ans. Il peut vivre au moins 25 ans. L'accouplement a lieu de la fin avril à début mai.
Les jeunes naissent sur la glace en avril-mai. Ils sont nourris quatre semaines du riche lait de leur mère, puis la quittent. Ils restent sur la glace quelques semaines de plus, le temps de perdre leur fourrure blanche et dense, en perdant à cette période beaucoup de poids, après quoi ils sont en mesure de plonger et chasser de manière autonome.
Leurs prédateurs sont notamment l'épaulard, le requin du Groenland et l'ours polaire.

## Protection
Le jeune phoque annelé ressemble aux phoques dont la fourrure est commercialisée et ils ont également été chassés et tués pour leur fourrure,
mais, ne formant pas de troupeaux, ils sont plus difficiles à détecter et capturer que le phoque du Groenland.
Depuis que l'Union soviétique a limité en 1969 la chasse de cette espèce, la population de phoques annelés a reconstitué des effectifs estimés à environ 250 000 individus.

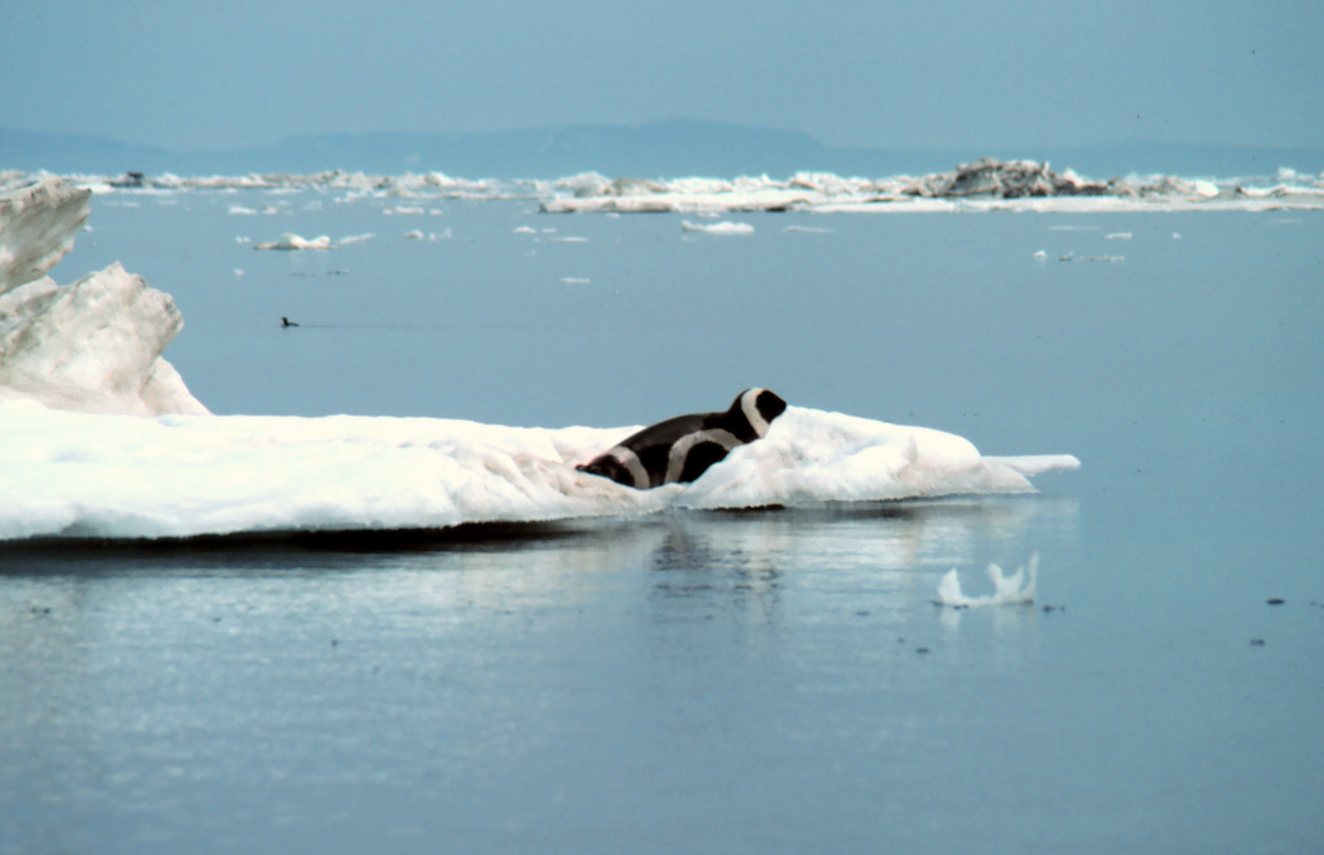
Histriophoca fasciata
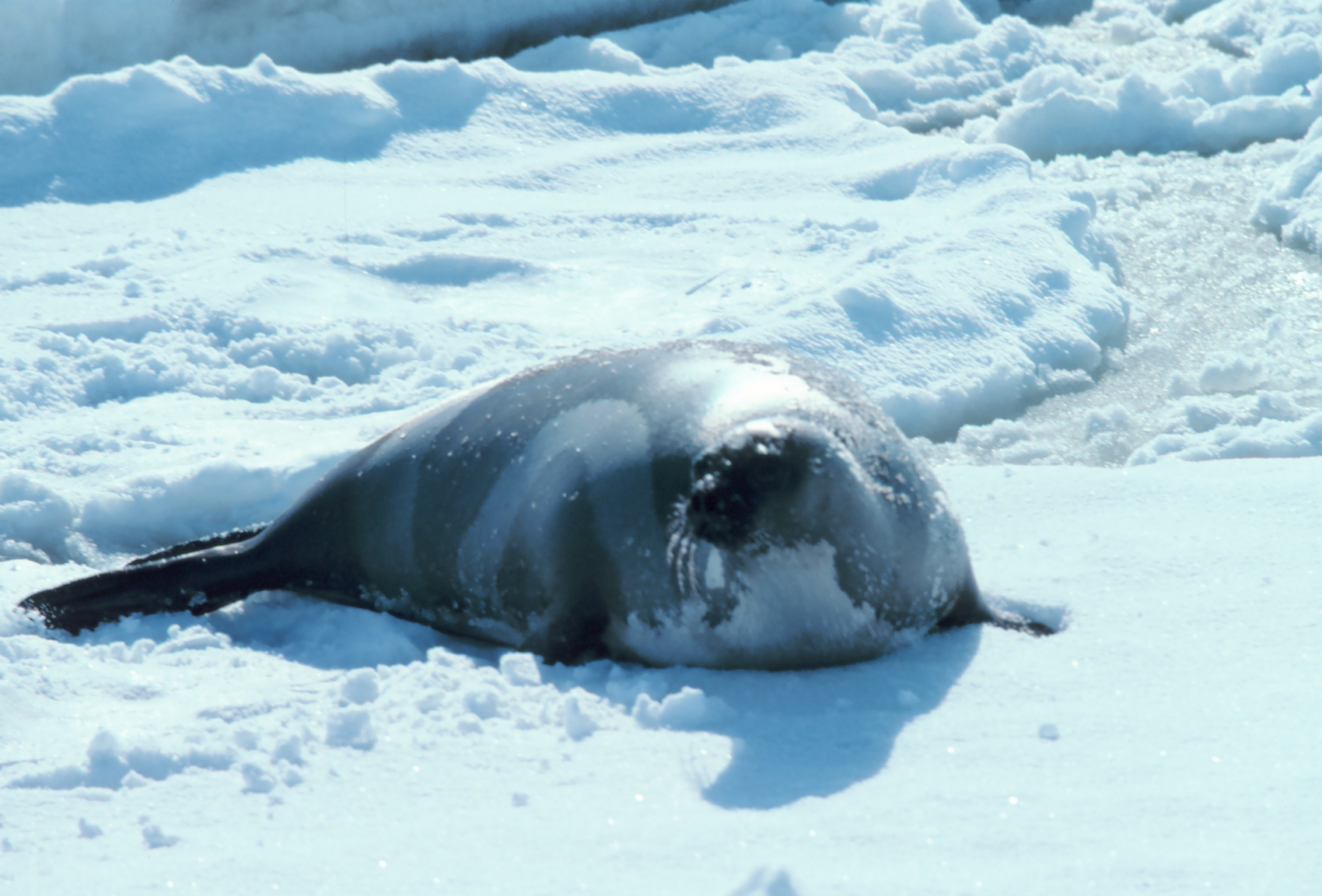
En Alaska
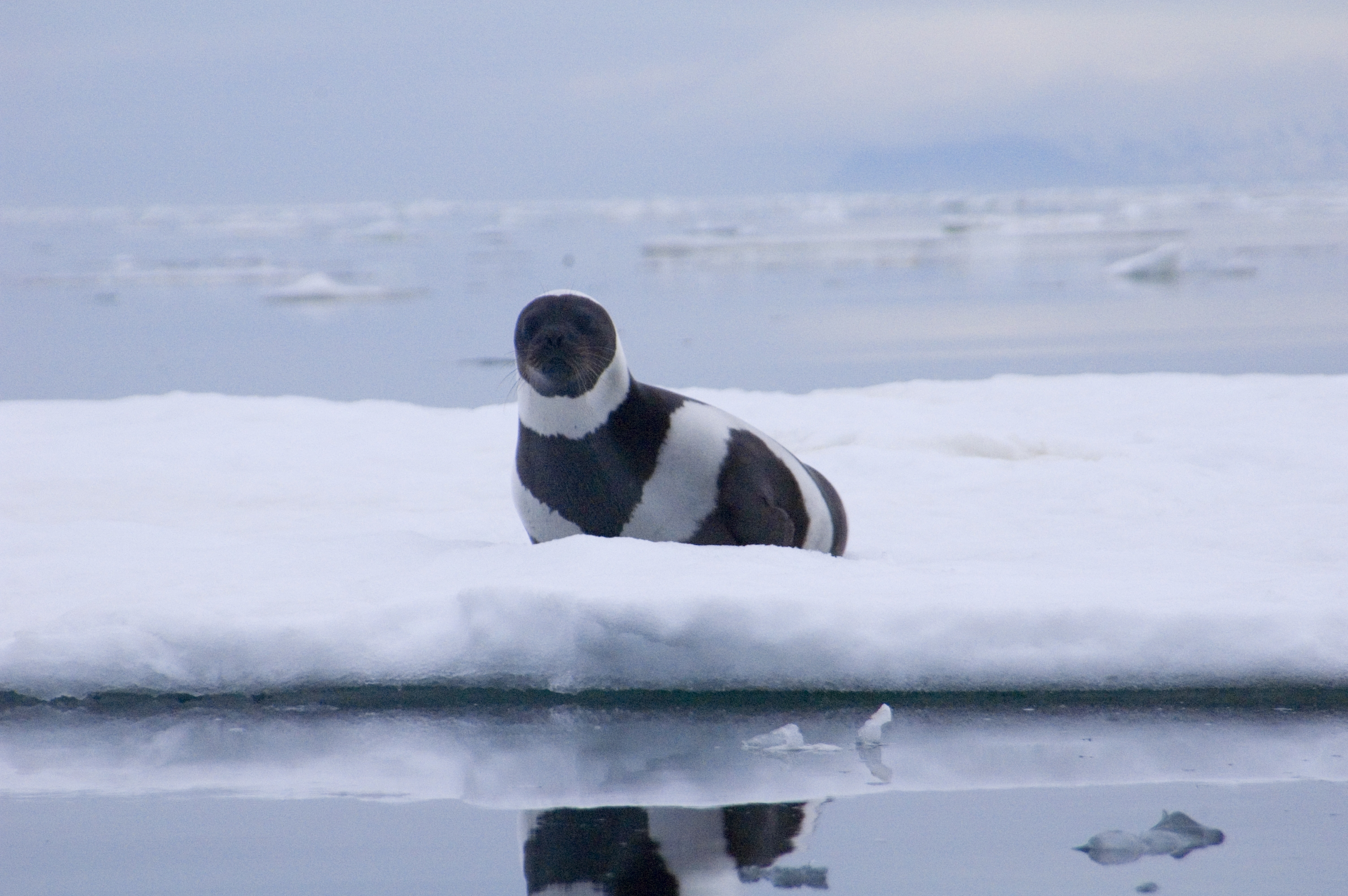